# ۹ گاوران
۹ گاوران یک ستاره است که در صورت فلکی گاوران قرار دارد.